# Famille Gendebien
 (juillet 2023).
Si vous disposez d'ouvrages ou d'articles de référence ou si vous connaissez des sites web de qualité traitant du thème abordé ici, merci de compléter l'article en donnant les références utiles à sa vérifiabilité et en les liant à la section « Notes et références ».
La famille Gendebien est une famille de noblesse belge.

## Personnalités
- Jean-François Gendebien (1753-1838), avocat et homme politique belge.
- Alexandre Gendebien (1789-1869), fils du précédent, membre du gouvernement provisoire de la Belgique (1830).
- Jean-Baptiste Gendebien (1791-1865), frère du précédent, homme politique et industriel belge.
- Victor Gendebien (1820-1896), fils d'Alexandre, avocat à la Cour d'Appel et homme politique belge, ancien bourgmestre de Schaerbeek.
- Léon Gendebien (1857-1942), homme politique belge.
- Paul Victor Gendebien (1884-1957), homme politique belge.
- Charles Gendebien (1916-1984), homme politique belge.
- Olivier Gendebien (1924-1998), coureur automobile.
- Paul-Henry Gendebien (1939-2024), homme politique belge.

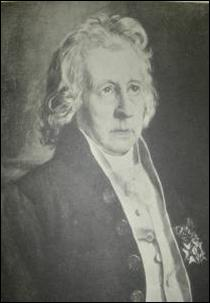
Jean-François Gendebien
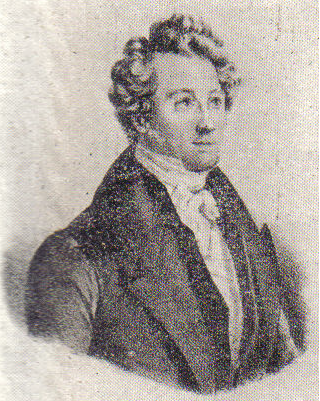
Alexandre Gendebien
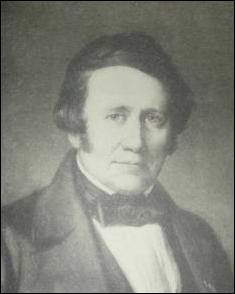
Jean-Baptiste Gendebien
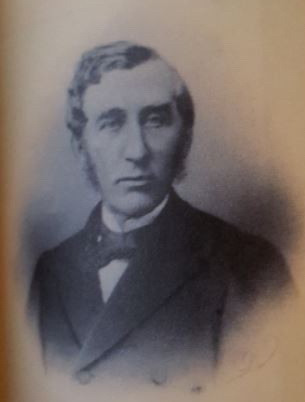
Victor Gendebien
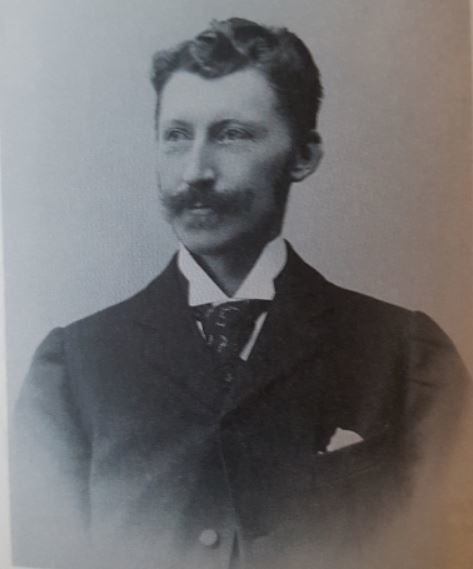
Léon Gendebien
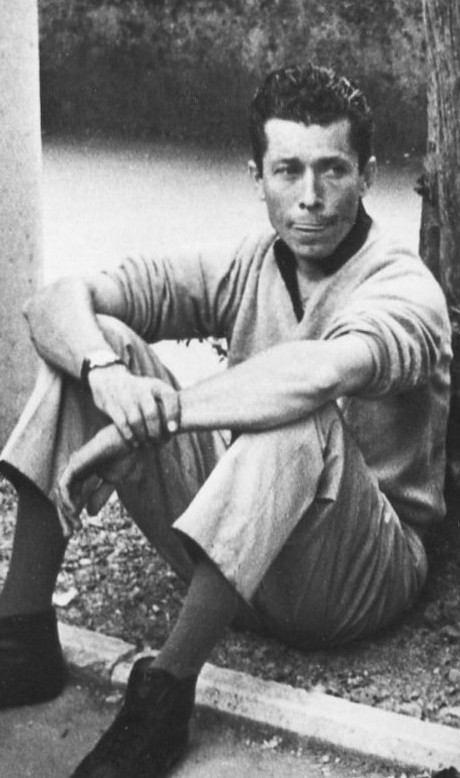
Olivier Gendebien

## Principes de noblesse
Baron
Écuyer

Concession de noblesse en 1903 et concession du titre de baron transmissible par ordre de primogéniture masculine en 1930.

Concession du titre de baron transmissible par ordre de primogéniture masculine en 1933.